# Farmsen-Berne
Farmsen-Berne è un quartiere della città tedesca di Amburgo. È compreso nel distretto di Wandsbek.